# Chapelle de Charles de Foucauld
La chapelle de Charles de Foucauld est une chapelle catholique située à Béni Abbés, en Algérie.

## Historique
Après son installation à Béni Abbés au mois d'octobre 1901, le « Père de Foucauld » édifie avec l'aide des soldats présents une « Khaoua » (fraternité), composée d'une chambre d'hôte, d'une chapelle, et de trois hectares de potager, achetés grâce à l'aide de Marie de Bondy. La chapelle est terminée le 1er décembre 1901.

## Présence d'un Livre d'or

### Petite Sœur Magdeleine de Jésus
Petite Sœur Magdeleine de Jésus effectue un pèlerinage en 1949 à Béni Abbès avec quatre petites sœurs. Elles rencontrent Mohammed, compagnon de Charles de Foucauld, qui s'occupe de son ermitage. Il est né l'idée des communautés centrées sur l'adoration,.

### Abbé Pierre
L'abbé Pierre est reçu dans l’ermitage du père Charles de Foucauld en 1962 et y réside durant plusieurs mois.

### Pierre-Marie Delfieux
Á la suite des bouleversements introduits par Mai 68, Pierre-Marie Delfieux prend une année sabbatique, ne résiste pas à l’appel du désert et part d'abord à Béni Abbès, dans la communauté des Petits frères de Jésus, puis à l'Assekrem, dans le massif du Hoggar.
Le père Delfieux construit de ses mains un ermitage, auquel il donne le nom de Bethléem. Il va y passer une année, puis une seconde, avec pour seule compagnie le frère Jean-Marie, la Bible et le Saint-Sacrement. En juin 1974, il quitte l'Assekrem et confie au cardinal Marty, alors archevêque de Paris, son désir de devenir moine dans cette ville.

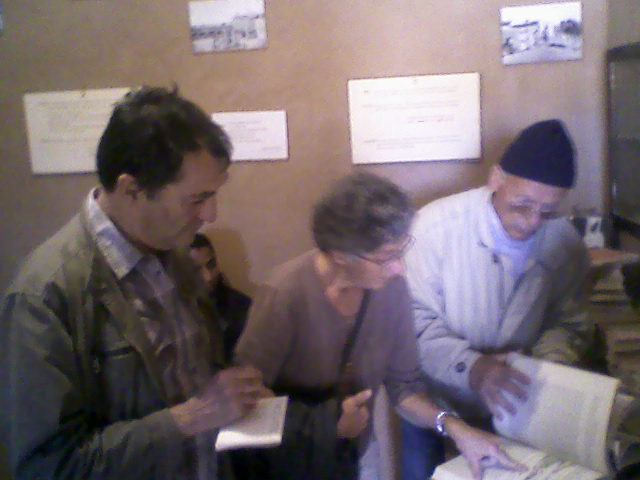
Un groupe visite la chapelle de Charles de Foucauld, le père Henri à droite de la photo en train d'expliquer.